# Instygator miejski
Instygator miejski – instytucja oskarżyciela miejskiego, która powstała pod koniec XVI wieku wyodrębniając się z funkcjonującego wcześniej urzędu wikariatu karnego.
Instygator miejski mianowany był przy sądach miejskich na mocy uchwał rad miejskich. Instygatorzy wykonywali funkcję policji sądowej. Ponadto instygator przeprowadzał wstępne śledztwo i doprowadzał do urzędu miejskiego ustalonych sprawców przestępstw. Informował magistrat o niepokojach i zakłóceniach porządku publicznego w mieście. W sprawach kryminalnych przed sądem popierał skargę oskarżyciela prywatnego (delatora). W sprawie o zabójstwo mógł uczestniczyć w obdukcji zwłok. W czynności tej mógł zastąpić go woźny lub subdelegat sądu.
W XVIII wieku instygator miał obowiązek zatrzymania wraz z hutmanem i pachołkami ludzi symulujących kalectwo i starość.